# Lelei Fonoimoana
Lelei Alofa Fonoimoana, née le 4 novembre 1958 à Sterling (Illinois), est une nageuse américaine, spécialiste des courses de brasse.

## Carrière
La sœur aînée du joueur de beach-volley Eric Fonoimoana dispute les Jeux olympiques d'été de 1976 à Montréal. Elle nage la série du 4x100 mètres 4 nages mais ne fait pas partie du relais nageant la finale, où les Américaines terminent deuxièmes. Elle participe aussi à la finale du 100 mètres papillon et se classe 7e avec un temps de 1 min 1 s 95.